# Nous sommes les premiers...
Albums de La Rumeur
L'Ombre sur la mesure
(2002) Pourquoi On Resterait Calme ?
(2004)
Nous sommes les premiers… est un EP du groupe La Rumeur sorti en mai 2003 (en CD et vinyle) sur le label EMI. À noter que tous les titres présents ont été introduits dans la réédition de l'album L'Ombre sur la mesure la même année, à l'exception des versions instrumentales des morceaux.

## Titres
Face A
1. Nous sommes les premiers sur… (Ekoué-Philippe / Soul G-Kool M)
2. Le dortoir des grands (Mourad-Philippe / Soul G-Kool M)
3. Le dortoir des grands [Instru] (Soul G-Kool M)

Face B
1. À minuit l'égorgeur (Hamé / Soul G-Kool M)
2. La théorie du tonton (Ekoué / Soul G-Kool M)
3. À minuit l'égorgeur [Instru] (Soul G-Kool M)
4. La théorie du tonton [Instru] (Soul G-Kool M)